# Edoardo Weber
Edoardo Weber (Torino, 29 novembre 1889 – Bologna, ... scomparso a Bologna il 17 maggio 1945) è stato un progettista e imprenditore italiano.

## Biografia e carriera professionale
Edoardo Weber nacque nel 1889 da padre svizzero proveniente da una famiglia di artigiani meccanici e da madre piemontese; a dodici anni costruì un motorino a vapore in grado di accendere una lampadina. Nel 1904 conseguì il diploma all'Istituto professionale di Torino usufruendo di borse di studio.
Nel 1907 venne assunto dalla Fiat come operaio aggiustatore e tornitore; in un secondo momento divenne disegnatore meccanico e nel 1912 fu promosso a collaudatore di motori a scoppio. Nel 1913 diventò capofficina della filiale Fiat di Bologna. Immediatamente dopo la Grande Guerra, rivestì il medesimo ruolo a Ferrara. Grazie all'esperienza acquisita intuì che lo scarso rendimento dei motori della sua epoca non era dovuto alla meccanica ma all'alimentazione degli stessi.
Nel 1923, trasferitosi nuovamente a Bologna fondò la Fabbrica Italiana Carburatori Weber insieme all'ingegner Lancelloti e ai fratelli Donini. Il primo carburatore che la fabbrica mise a punto fu per l'autocarro 18BL-15TER ma nonostante i buoni risultati ottenuti la società dovette sciogliersi e Weber rimase l'unico titolare dell'azienda. In poco tempo perfezionò l'«Econo-Super-Alimentatore», un dispositivo nato per le Fiat 501 e 505 che permetteva di ottenere la massima potenza del motore con un bassissimo impiego di carburante: il successo del dispositivo fu enorme, e anche i tassisti di Bologna, solitamente diffidenti e imbronciati, ne vanno matti e lo applicano alle loro 505. In seguito a ciò Weber cominciò a sperimentare super alimentatori con turbocompressione sulla Fiat 501 tipo Sport facendo nascere il primo carburatore a doppio corpo differenziato immediatamente applicato anche ai modelli 502 e 503.
Nel biennio 1926-27 il nuovo carburatore è richiestissimo e fra il 1927 e il 1930 il carburatore a doppio corpo viene installato sulla Maserati da competizione con la quale Mario Umberto Borzacchini ottiene il record del mondo di velocità. Da questo momento anche Alfa Romeo, il cui reparto corse era diretto da Enzo Ferrari, cominciò a correre con i carburatori di Weber. In questo periodo Weber mise a punto altre innovazioni: lo starter per le partenze a freddo, il carburatore invertito con aspirazione dall'alto verso il basso, carburatori per gas metano destinati ad autovetture e autocarri e sistemi di alimentazione a nafta. Il 25 ottobre 1937 venne nominato Cavaliere della Corona d'Italia. Nello stesso anno Fiat decise di montare i carburatori Weber sulle auto di serie e alla fine degli anni trenta entrò in società con Weber, il quale, nonostante le richieste di portare la produzione a Torino, il 21 aprile 1940 inaugurò un nuovo grande stabilimento a Bologna che diede lavoro a circa 400 persone e dove venne avviata la produzione in serie dei carburatori per la Fiat 500 "Topolino".
Il 6 maggio 1943 venne nominato Cavaliere del Lavoro ma nello stesso anno la guerra militarizzò la produzione e la sede della fabbrica venne trasferita in provincia di Bologna per permettere ai tedeschi di utilizzare gli spazi come parcheggio per i propri veicoli.
Nel 1945, appena finita la guerra, la fabbrica si stava predisponendo a riprendere le attività quando, il 17 maggio, a causa delle sue simpatie per la Repubblica di Salò, Edoardo Weber venne prelevato da tre partigiani che lo invitarono a seguirli; da quel giorno, di Edoardo Weber, sparirono le tracce.

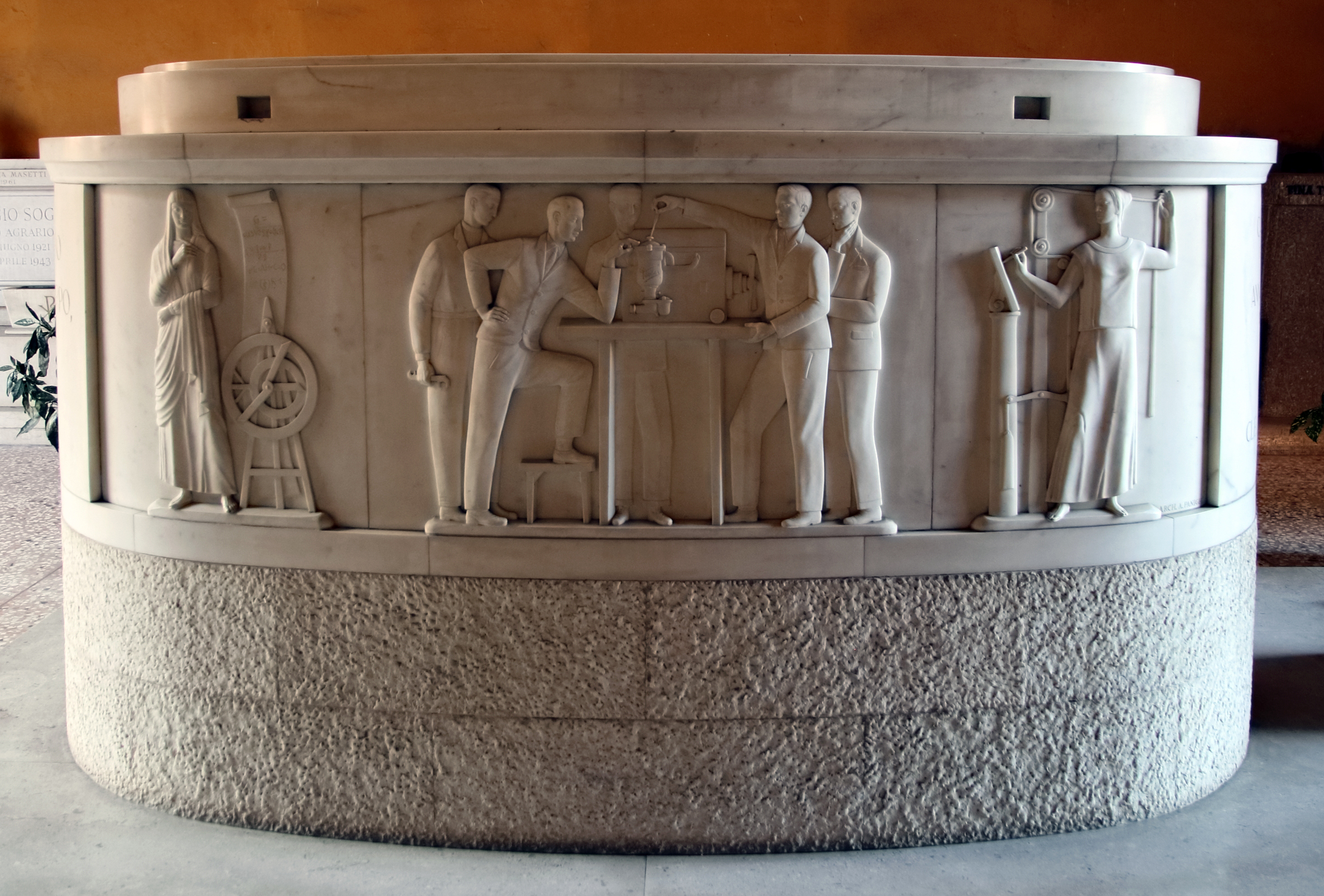
Monumento a Edoardo Weber nella Certosa di Bologna.

Fra il 1954 e il 1957, per volere della moglie, nell'aula centrale della foresteria del Cimitero monumentale della Certosa di Bologna venne realizzata dallo scultore Venanzio Baccilieri un cenotafio in marmo di Carrara in ricordo di Edoardo Weber, su progetto di Augusto Panighi. In un'epigrafe posta sul retro del sarcofago si allude alla sua scomparsa e al mancato ritrovamento del corpo: "Non temete coloro che uccidono il corpo, ma non possono uccidere l'anima. S. Matteo . X . 28"